# Комуникациони кабл
Комуникациони кабл (енгл. communication cord) или печ корд (енгл. patch cord) комад је електричног или оптичког кабла који са обе стране има конектор. Дужина му варира од мање од метра до више десетина метара. Намена му је да се са једне стране укључи у одговарајући уређај са оптичким излазом а са друге оптички разделник. Печ корд се обично користи у оквиру једне просторије у телекомуникационој станици.